# Comtat de San Luis
El comtat de San Luis és un títol nobiliari creat per reial ordre de 30 de desembre de 1848 per la reina d'Espanya Isabel II per al polític i cap de govern Luis José Sartorius y Tapia.

## Titulars
Relació de persones creditores d'aquest títol nobiliari
- Luis José Sartorius y Tapia, primer comte de San Luis (1820 - 1871).
- Fernando Sartorius Chacón (1860 - 1926).
- Fernando Sartorius y Díaz de Mendoza.
- Fernando Sartorius Álvarez de las Asturias y Bohorques, actual comte de San Luis per carta de successió de 30 de maig de 1973.